# Poplar River 16
Poplar River 16 är ett reservat i Kanada.   Det ligger i provinsen Manitoba, i den sydöstra delen av landet, 1 800 km nordväst om huvudstaden Ottawa.
I omgivningarna runt Poplar River 16 växer i huvudsak barrskog. Trakten runt Poplar River 16 är nära nog obefolkad, med mindre än två invånare per kvadratkilometer.